# Jack Brooks (parolier)
Pour les articles homonymes, voir Jack Brooks et Brooks.
Jack Brooks est un parolier américain né le 14 février 1912 à Liverpool (Royaume-Uni) et décédé le 8 novembre 1971 à Los Angeles (États-Unis).

## Filmographie
Comme compositeur
- 1939 : Fighting Mad
- 1941 : San Antonio Rose
- 1944 : Abroad with Two Yanks
- 1945 : Song of the Sarong
- 1945 : Penthouse Rhythm
- 1946 : A Night in Paradise
- 1946 : Slightly Scandalous
- 1948 : Le Barrage de Burlington (River Lady)
- 1949 : Nous... les hommes (Yes Sir That's My Baby)
- 1952 : Le Fils de visage pâle (Son of Paleface)
- 1960 : Around the World with Nellie Bly (TV)
- 1964 : Jerry souffre-douleur (The Patsy)

Comme scénariste
- 1960 : Esther Williams at Cypress Gardens (TV)